# 足立区立千寿常東小学校
足立区立千寿常東小学校（あだちくりつせんじゅじょうとうしょうがっこう）は、東京都足立区千住旭町にある公立小学校。

## 沿革
- 2002年（平成14年）
  - 4月 - 千寿第四小学校と柳原小学校が統合し、千寿常東小学校開校。開校時点の児童数は574名。
  - 時期不明 - 開校式挙行し、PTA設立総会開催。千寿常東小学校誕生集会開催。リニューアル工事開始（トイレ改修・教室床改修・扇風機、冷房機設置等）。開かれた学校づくり協議会発足。児童記念式・記念集会開催。開校記念式典挙行し、祝賀会開催。
- 2006年（平成18年）度 - 創立5周年記念式典挙行し、祝賀会開催。
- 2007年（平成19年）度 - 「読書タイム」スタート。後に、「ブックタイム」として低学年のみの実施に変更。
- 2011年（平成23年）度 - 創立10周年記念式典挙行し、祝賀会開催。児童記念式典も挙行。
- 2015年（平成27年）度 - 東京都オリンピック・パラリンピック教育推進校指定。
- 2016年（平成28年）度 - 東京都体力向上地域拠点校指定。東京都オリンピック教育推進校。開校15周年記念航空写真撮影実施し、記念集会開催。ビューティフル・スクール運動特別認証指定校。
- 2017年（平成29年）度 - 東京都オリンピック・パラリンピック教育推進校指定。足立区体力向上推進校。
- 2018年（平成30年）度 - 東京都オリンピック・パラリンピック教育推進校指定。
- 2019年（令和元年）度 - 東京都オリンピック・パラリンピック教育推進校指定。
- 2020年（令和2年）度 - 東京都教育委員会「夢・未来プロジェクト」実施校。
- 2021年（令和3年）12月11日 - 開校20周年記念式典挙行[1]。

## 教育目標
- 進んで学ぶ子・心やさしい子・たくましい子

## 児童数
2022年（令和4年）9月2日現在
| 学年   | 1年 | 2年 | 3年 | 4年 | 5年 | 6年 | なかよし （特別支援） | 合計 |
| ------ | --- | --- | --- | --- | --- | --- | --------------------- | ---- |
| 学級   | 3   | 3   | 3   | 3   | 3   | 3   | 2                     | 20   |
| 児童数 | 85  | 79  | 77  | 93  | 90  | 98  | 9                     | 531  |

## 通学区域
出典
- 千住東2丁目（全域）
- 千住旭町（1番～45番）
- 日ノ出町（全域）
- 柳原1丁目（全域）
- 柳原2丁目（全域）

## 進学先中学校
出典
公立中学校に進学する場合
- 足立区立千寿桜堤中学校

## 学校周辺
- 東京電機大学東京千住キャンパス - 足立区道をはさんで、敷地が隣接。
- 創価学会千住文化会館
- 足立税務署
- 足立学園中学校・高等学校
- JR・東武・東京メトロ・TX北千住駅
- 東京消防庁千住消防署旭町出張所
- 足立旭町郵便局
- 北千住駅が近い関係で、商業施設・飲食店やコンビニ、マンション・アパート等も点在する。

## アクセス
- JR東日本・東武鉄道・東京メトロ・つくばエクスプレス北千住駅（東口）から、徒歩5分。
- 東京メトロ千代田線北千住駅（2番出口）から、徒歩7分。